# Fulgoroidea
Fulgoroidea (лат.) — надсемейство полужёсткокрылых насекомых, насчитывающее около 10 000 видов.

## Описание
Представители Fulgoroidea наиболее надёжно отличаются от других членов классического «Homoptera» двумя особенностями: раздвоенной (имеющей форму «Y») анальной жилкой переднего крыла и утолщёнными, трёхчлениковыми антеннами с овальным или яйцевидным вторым члеником (pedicel), который имеет тонкую ость. Нимфы многих фульгороид производят воск специальными железами на тергитах брюшка и других частях тела. Восковые выросты гидрофобны и защищают насекомых.
Среди тропических форм встречаются настоящие гиганты. Например, Fulgora laternaria (размах крыльев до 15 см) или суринамская фонарница (Laternaria phosphorea) с учётом лобного выроста имеет длину до 8 см.

## Классификация
Около 10 000 видов. В Европе 737 видов из 13 семейств. В Германии 145 видов. Семейство Tettigometridae считается сестринским ко всем остальным представителям надсемейства (Емельянов, 1990).
В мировой фауне выделяют от 17 до 20 семейств (до 27 вместе с ископаемыми семействами и надсемействами из инфраотряда Fulgoromorpha, известными с Пермского периода). В 2022 и 2023 годах предложена новая высшая классификация Fulgoromorpha, которые разделены на 5 надсемейств: Delphacoidea Leach, 1815 (Cixiidae, Delphacidae, †Lalacidae) — Fulgoroidea (большинство современных семейств) — †Coleoscytoidea — Fulgoridioidea (Fulgoridiidae, юрские Qiyangiricaniidae, триасовые Szeiinidae, меловые Dorytocidae, Inoderbidae, Katlasidae; эоценовые Weiwoboidae) — †Surijokocixioidea (Surijokocixiidae). И ещё 4 семейства в статусе incertae sedis (Jubisentidae, Mimarachnidae, Neazoniidae и Perforissidae) и отдельно от общей линии древнейшее корневое семейство †Aviorrhynchidae.
- Инфраотряд Fulgoromorpha Evans, 1946
  - Надсемейство Fulgoroidea
    - Acanaloniidae Amyot & Serville, 1843
    - Achilidae Stål, 1866
    - Achilixiidae Muir, 1923
    - Caliscelidae
    - Derbidae Spinola, 1839
    - Dictyopharidae Spinola, 1839 — Носатки
    - Eurybrachidae Stål, 1862 (= Eurybrachiidae)
    - Flatidae Spinola, 1839
    - Fulgoridae Latreille, 1820 — Фонарницы
    - Gengidae Fennah, 1949
    - Hypochthonellidae China & Fennah, 1952
    - Issidae Spinola, 1839 (включая Caliscelidae Amyot & Serville, 1843, например, Formiscurra indicus)
    - Kinnaridae Muir, 1925 (Iuiuia caeca)
    - Lophopidae Stål, 1866
    - Meenoplidae Fieber, 1872
    - Nogodinidae Melichar, 1898
    - Ricaniidae Amyot & Serville, 1843 — Цикадки-бабочки
    - Tettigometridae Germar, 1821
    - Tropiduchidae Stål, 1866

  - Другие группы
    - Cixiidae Spinola, 1839 — Циксииды (с 2022 в Delphacoidea)
    - Delphacidae Leach, 1815 — Свинушки (Araeopidae) (с 2022 в Delphacoidea)
    - (?) †Jubisentidae[5]
    - (?) †Yetkhatidae[6]

## Галерея

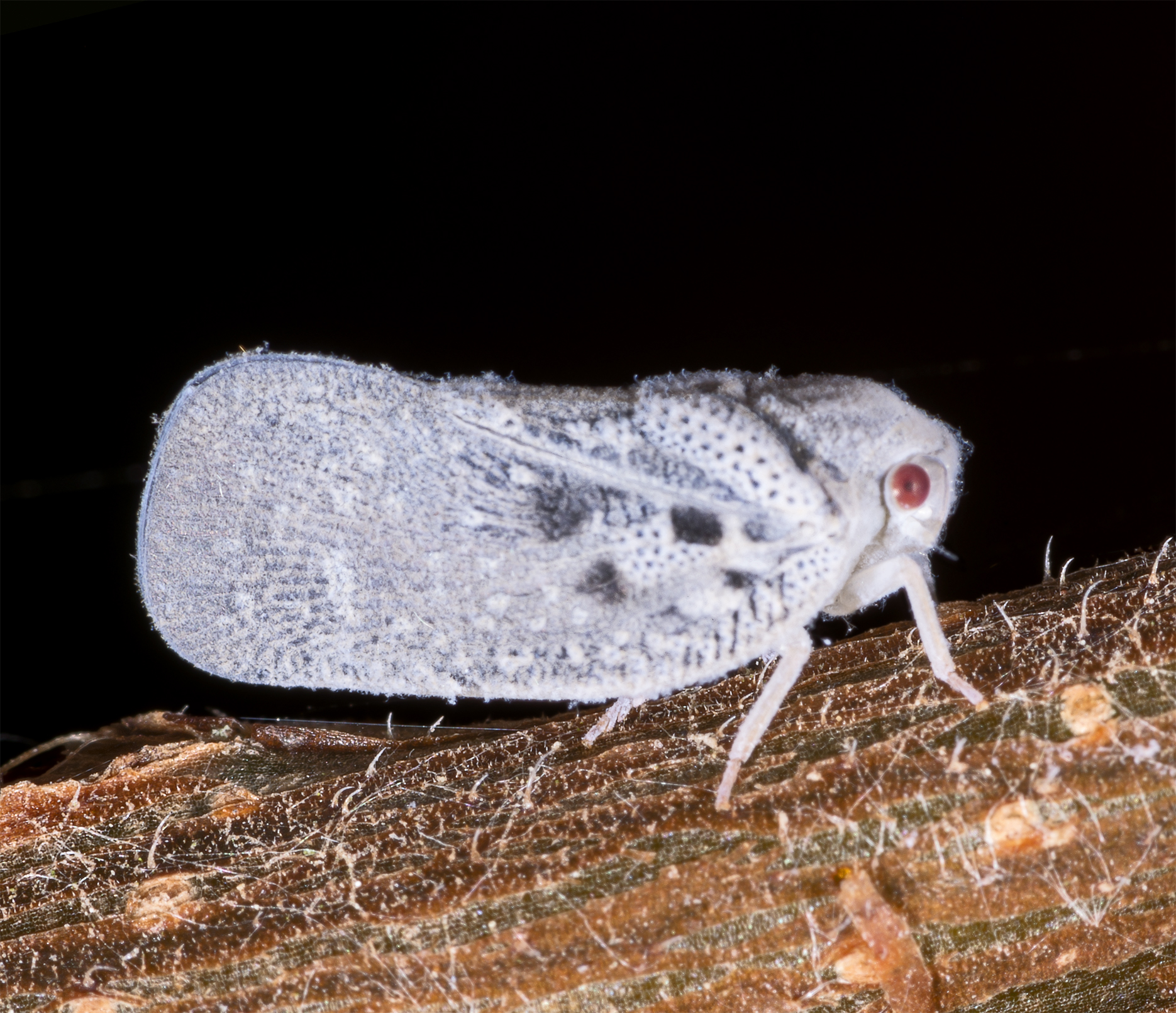
Metcalfa pruinosa (Flatidae)
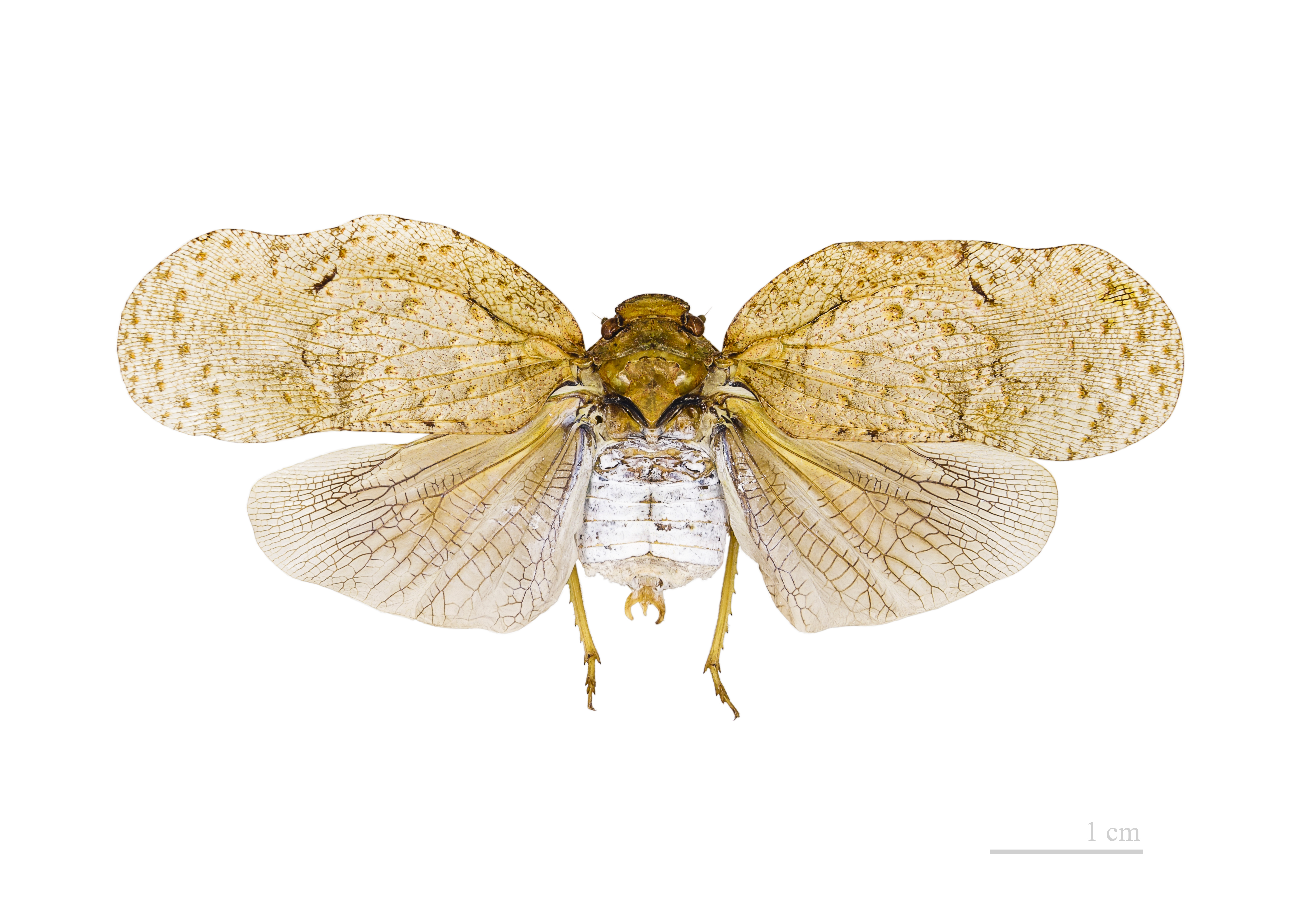
Flatolystra verrucosa (Fulgoridae)
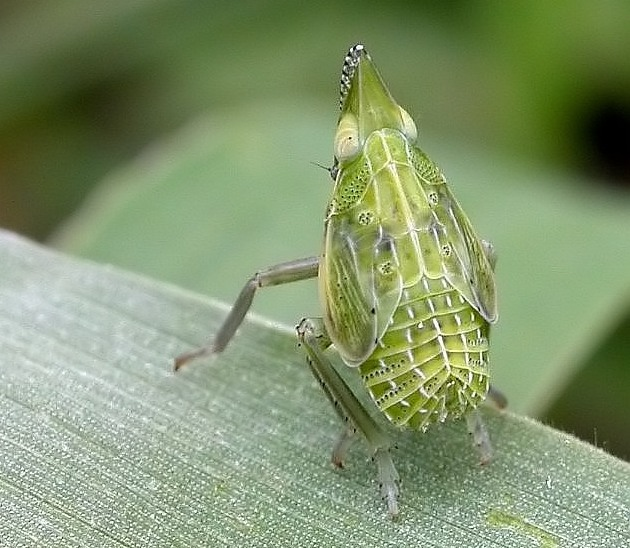
Нимфа Dictyophara europaea
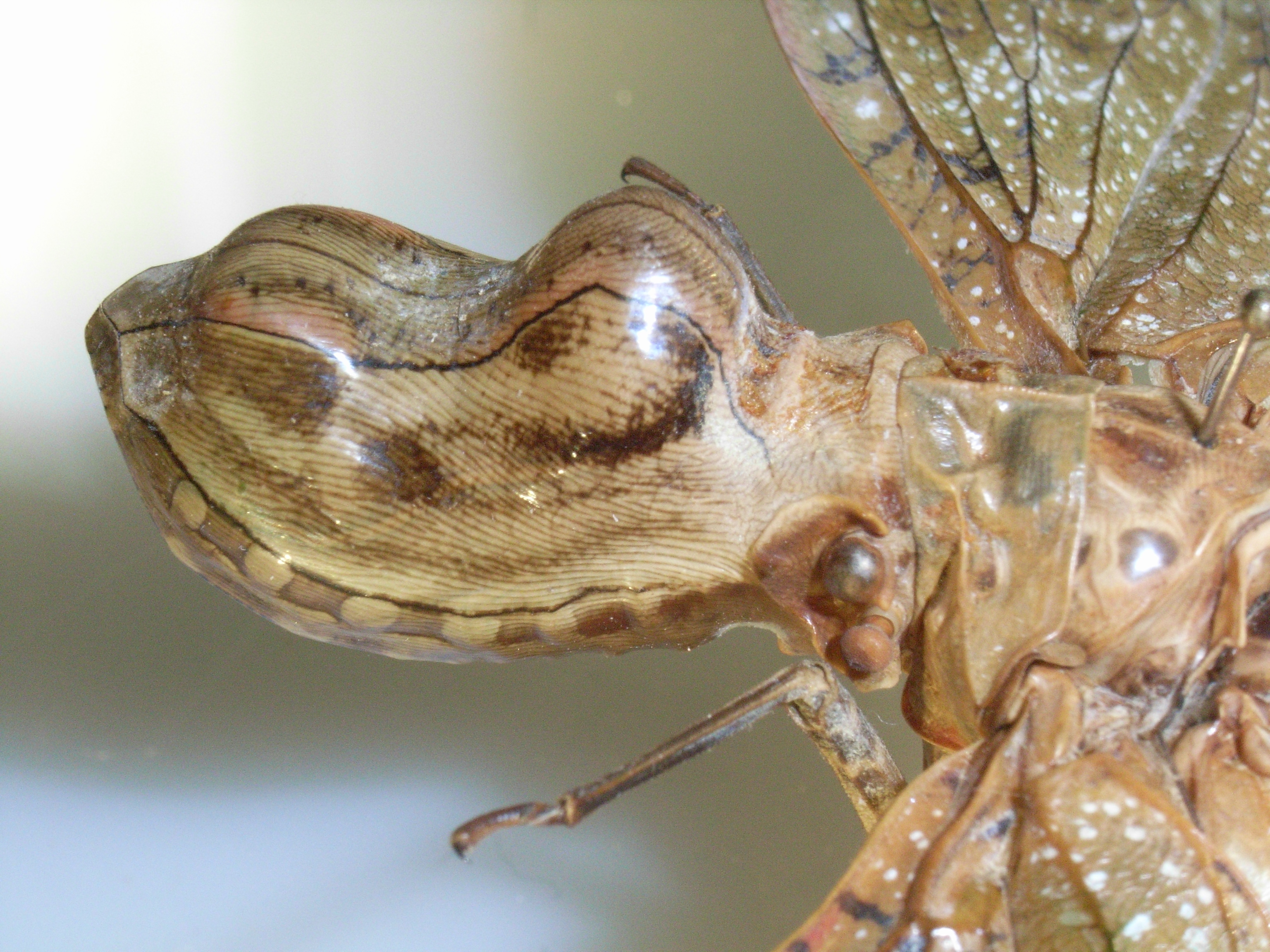
Голова фонарницы Fulgora laternaria
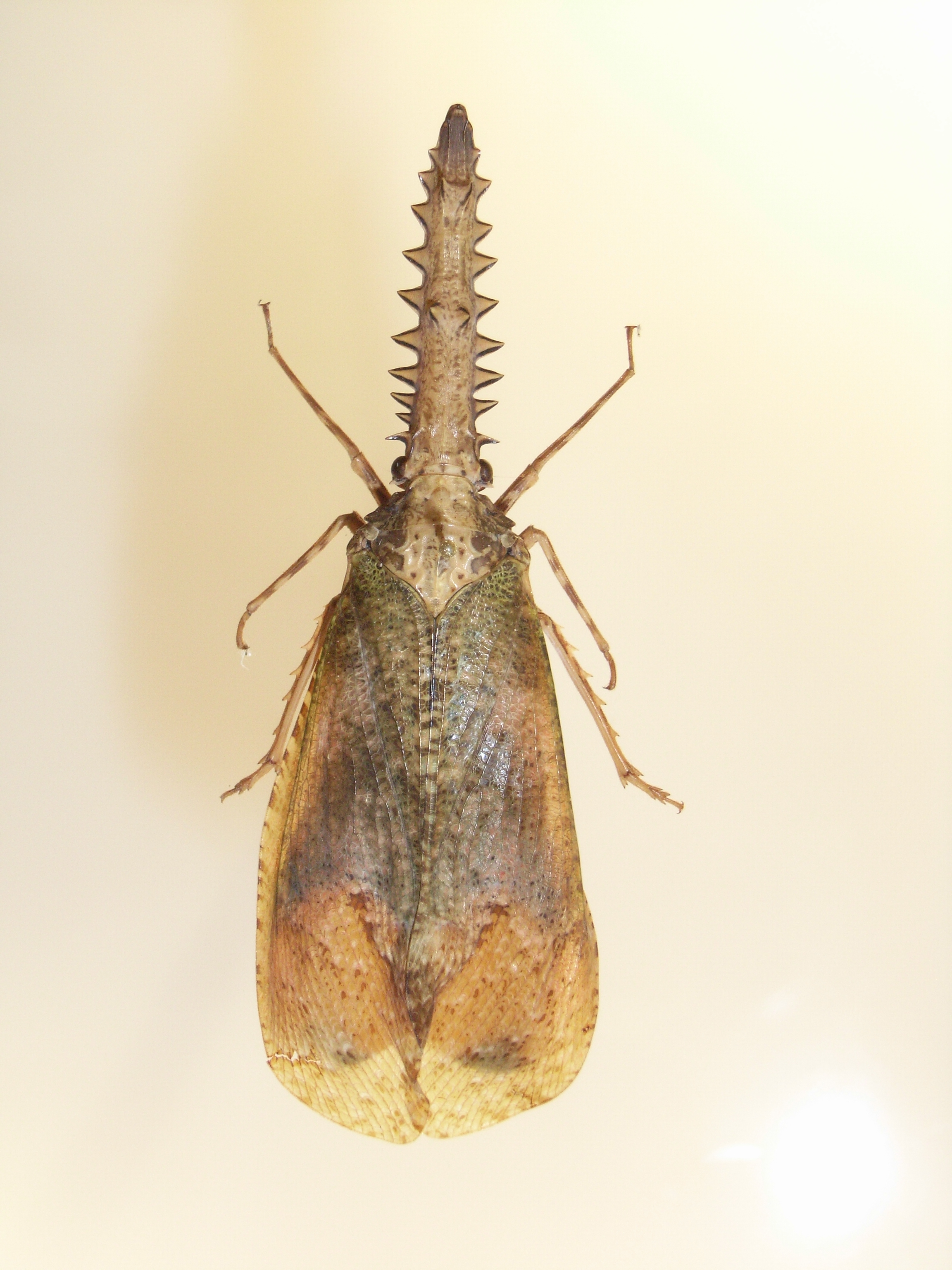
Cathedra serrata
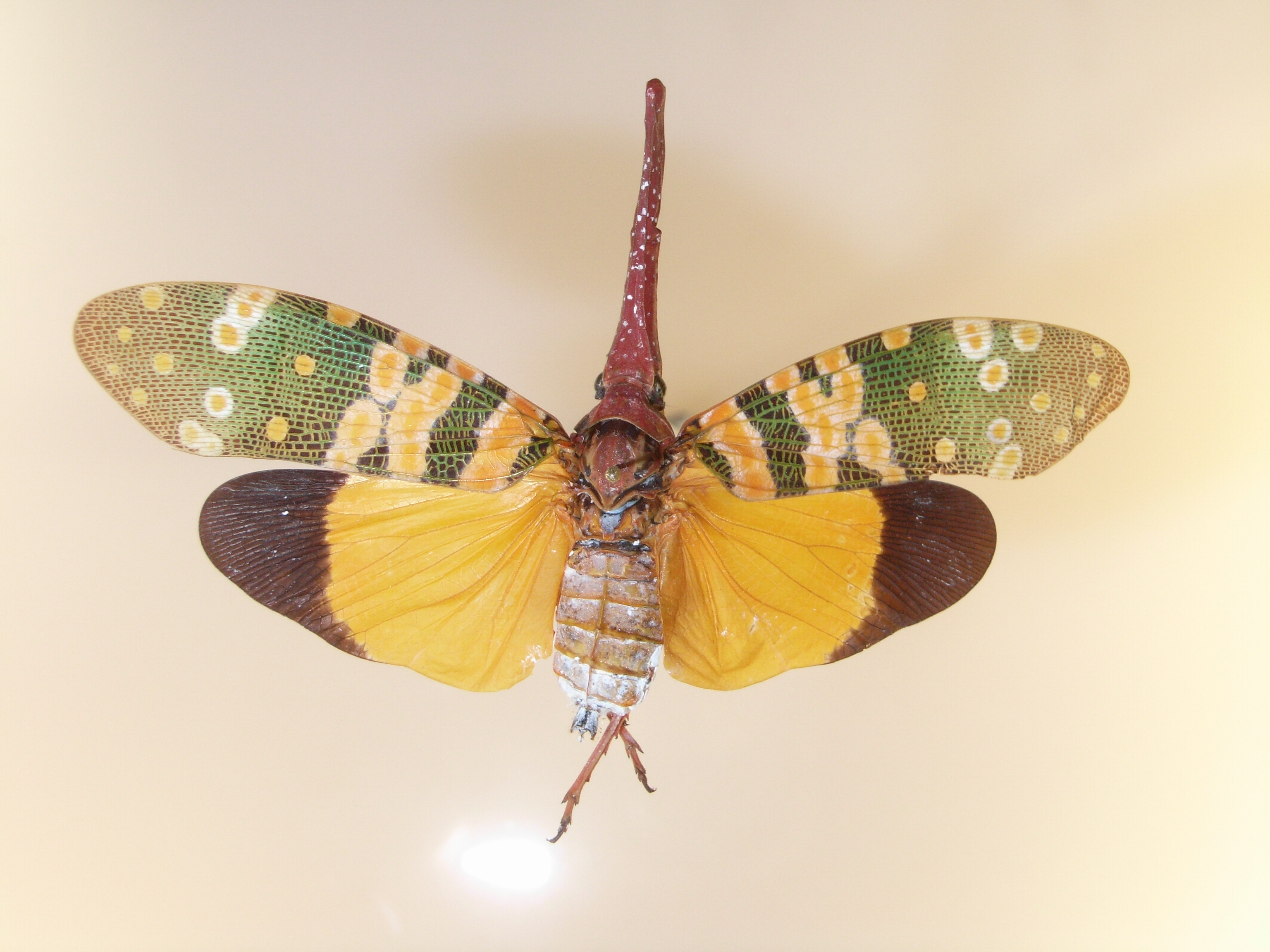
Фонарница из рода Pyrops